# Grande Prêmio do Cinema Brasileiro 2002
O Grande Prêmio do Cinema Brasileiro de 2002, organizado pela Academia Brasileira de Cinema, foi a primeira edição da premiação do cinema nacional que celebrou e premiou as obras cinematográficas lançadas de 1º de novembro de 2000 e 31 de dezembro de 2001. O evento foi realizado no Theatro Municipal, no Rio de Janeiro, no dia 12 de setembro de 2002, com a direção de Daniela Thomas e Felipe Hirsch e cenário de Daniela Thomas.
A premiação teve como mestre de cerimônia o jornalista e apresentador Marcelo Tas. Em homenagem ao cinema brasileiro, imagens editadas especialmente para a cerimônia pela equipe de Daniela Thomas mostrarão a história do cinema nacional a partir de uma pesquisa histórica.
Idealizado pela recém-criada Academia Brasileira de Cinema, o Grande Prêmio foi marcado por uma grande gafe. Por erro de inscrição, Gero Camilo, um dos destaques do longa-metragem Bicho de Sete Cabeças, de Laís Bodanzky, não concorreu na categoria de ator coadjuvante.
Chegaram como as grandes indicadas para a premiação o longa Lavoura Arcaica, dirigido por Luiz Fernando Carvalho (com 14 indicações) e as obras Bicho de Sete Cabeças, de Laís Bodansky e O Xangô de Baker Street, de Miguel Faria Jr., ambos com 12 indicações cada.

## História
Em 1999, o Ministério da Cultura instituiu os prêmios nacionais de cinema em novembro de 1999 para reconhecer obras e personalidades da área audiovisual. Este ato visava agraciar as produções que começavam a ser reconhecidas após a Retomada do Cinema Brasileiro maneira como é chamado o renascimento das produções audiovisuais nacionais.
Com a criação da Academia Brasileira de Cinema - fundada no dia 20 de maio de 2002, com sede no Rio de Janeiro - uma das atribuições da recém-fundada instituição era, entre outras, a de instituir o Grande Prêmio do Cinema Brasileiro e contribuir para a discussão, promoção e fortalecimento do cinema como manifestação artística, ajudando, desta forma, a fortalecer a indústria cinematográfica brasileira.

## Vencedores e indicados
Os nomeados para o Grande Prêmio do Cinema Brasileiro de 2001 foram anunciados pela Academia Brasileira de Cinema em setembro de 2002. Os vencedores estão em negrito.
| Melhor Longa-Metragem de Ficção | Melhor Direção |
| --- | --- |
| - Bicho de Sete Cabeças – Luiz Bolognesi, Caio Gullane, Marco Mueller e Sara Silveira, produtores - Bufo & Spallanzani – Eva Mariani, Andrucha Waddington e Flávio Ramos Tambellini, produtores - Domésticas - O Filme – Andrea Barata Ribeiro, produtora - Lavoura Arcaica – Luiz Fernando Carvalho, Maurício Andrade Ramos e Donald Ranvaud, produtores - O Xangô de Baker Street – Caíque Martins Ferreira, Marcelo Laffitte, Tino Navarro e Bruno Stroppiana, produtores | - Laís Bodanzky – Bicho de Sete Cabeças - Eduardo Coutinho – Babilônia 2000 - Fernando Meirelles e Nando Olival – Domésticas - O Filme - Luiz Fernando Carvalho – Lavoura Arcaica - Miguel Faria Jr. – O Xangô de Baker Street                                                                        |
| Melhor Atriz | Melhor Ator |
| - Juliana Carneiro da Cunha – Lavoura Arcaica como Mãe - Andréa Beltrão – A Partilha como Regina da Costa - Dira Paes – O Casamento de Louise como Luzia - Glória Pires – A Partilha como Selma da Costa - Júlia Lemmertz – Nelson Gonçalves como Lourdinha Bittencourt | - Rodrigo Santoro – Bicho de Sete Cabeças como Neto - Joaquim de Almeida – O Xangô de Baker Street como Sherlock Holmes - Marco Nanini – Copacabana como Alberto - Murilo Benício – Amores Possíveis como Carlos - Raul Cortez – Lavoura Arcaica como Pai - Selton Mello – Lavoura Arcaica como André |
| Melhor Atriz Coadjuvante | Melhor Ator Coadjuvante |
| - Laura Cardoso – Copacabana como Salma - Cláudia Abreu – O Xangô de Baker Street como Baronesa Maria Luíza - Cássia Kis – Bicho de Sete Cabeças como Meire Souza - Irene Ravache – Amores Possíveis como Mãe de Carlos - Simone Spoladore – Lavoura Arcaica como Ana | - Othon Bastos – Bicho de Sete Cabeças como Seu Wilson - Caco Ciocler – Bicho de Sete Cabeças como interno Rogério - Leonardo Medeiros – Lavoura Arcaica como Pedro - Marco Nanini – O Xangô de Baker Street como Delegado Mello Pimenta - Tony Ramos – Bufo & Spallanzani como Inspetor Guedes       |
| Melhor Roteiro | Melhor Trilha Sonora |
| - Bicho de Sete Cabeças – Luiz Bolognesi - Domésticas - O Filme – Fernando Meirelles, Nando Olival, Renata Melo e Cecília Homem de Mello - Lavoura Arcaica – Luiz Fernando Carvalho - Memórias Póstumas – André Klotzel - O Xangô de Baker Street – Patrícia Melo e Miguel Faria Jr. | - Bicho de Sete Cabeças – André Abujamra - Bufo & Spallanzani – Dado Villa-Lobos - Domésticas - O Filme – André Abujamra - Lavoura Arcaica – Marco Antônio Guimarães - O Xangô de Baker Street – Edu Lobo                                                                                             |
| Melhor Som Direto | Melhor Edição de Som |
| - O Xangô de Baker Street – Jorge Saldanha - Amores Possíveis – Silvio Da-Rin - Bicho de Sete Cabeças – Romeu Quinto - Copacabana – José Moreau Louzeiro - Lavoura Arcaica – Mârcio Câmara | - O Xangô de Baker Street – Miriam Biderman - Bicho de Sete Cabeças – Silvia Moraes - Bufo & Spallanzani – Tom Paul, Eric Offin, Branka Mrkic e Anne Pope - Domésticas - O Filme – Miriam Biderman - Lavoura Arcaica – Luiz Fernando Carvalho, Roberto Ferraz e Rodrigo de Noronha                    |
| Melhor Direção de Arte | Melhor Fotografia |
| - O Xangô de Baker Street – Marcos Flaksman - Bufo & Spallanzani – Gualter Pupo - Copacabana – Emilia Duncan - Lavoura Arcaica – Yurika Yamasaki - Memórias Póstumas – Adrian Cooper | - Lavoura Arcaica – Walter Carvalho - Bicho de Sete Cabeças – Hugo Kovensky - Bufo & Spallanzani – Breno Silveira - Memórias Póstumas – Pedro Farkas - O Xangô de Baker Street – Lauro Escorel |
| Melhor Longa-Metragem Documentário | Melhor Longa-Metragem Estrangeiro |
| - Babilônia 2000 – Eduardo Coutinho - 2000 Nordestes – Vicente Amorim e David França Mendes - Barra 68 - Sem Perder a Ternura – Vladimir Carvalho - Chamado de Deus – José Joffily - Sonho de Rose - 10 Anos Depois – Tetê Moraes | - Amores Brutos (México) – Alejandro González Iñarritu - Apocalipse Now - Versão Redux (Estados Unidos) – Francis Ford Coppola - Moulin Rouge: Amor em Vermelho (Austrália e Estados Unidos) – Baz Luhrmann - Nove Rainhas (Argentina) – Fabián Bielinsky - O Tigre e o Dragão (Taiwan) – Ang Lee     |
| Melhor Montagem | Melhor Curta-Metragem |
| - Bicho de Sete Cabeças – Jacopo Quadri e Letizia Caudullo - Bufo & Spallanzani – Sérgio Mekler - Domésticas - O Filme – Déo Teixeira - Lavoura Arcaica – Luiz Fernando Carvalho - O Xangô de Baker Street – Diana Vasconcellos | - Meu Compadre Zé Ketti – Nelson Pereira Dos Santos - Coruja – Márcia Derraik e Simplício Neto - Palace II – Fernando Meirelles e Kátia Lund - Palíndromo – Philipe Barcinski - O Sanduíche – Jorge Furtado - Um Sol Alaranjado – Eduardo Valente                                                     |

### Filmes com mais indicações e prêmios
| Indicações | Filme                   |
| ---------- | ----------------------- |
| 14         | Lavoura Arcaica         |
| 12         | Bicho de Sete Cabeças   |
| 12         | O Xangô de Baker Street |
| 7          | Bufo & Spallanzani      |
| 6          | Domésticas - O Filme    |
| 4          | Copacabana              |
| 3          | Amores Possíveis        |
| 3          | Memórias Póstumas       |

| Vitórias | Filme                   |
| -------- | ----------------------- |
| 7        | Bicho de Sete Cabeças   |
| 3        | O Xangô de Baker Street |
| 2        | Lavoura Arcaica         |